# تثدي الرجل
تثدي الرجل (بالإنجليزية: Gynecomastia)‏ هو اضطراب شائع في نظام الغدد الصمّاء في الذكور، يكون فيه تضخُّم حميد للثدي ناجم عن تكاثر غير سرطاني في غدد الثدي. ويمكن الكشف عنه سريريًا بظهور كتل مطاطية أو متماسكة تمتد من الحلمة بصورة مركزية. في العادة يصيب كلا الثديين ولكن يمكن أن يصيب جهة واحدة. ويمكن أن يتضخم الثدي نتيجة ترسب الدهون فقط دون تكاثر الغدد وهو ما يطلق عليه التثدي الكاذب في الذكور (بالإنجليزية: pseudogynecomastia)‏
التثدي ينتج عن اختلال التوازن بين هرموني الإستروجين والأندروجين، لصالح الإستروجين، أو زيادة حساسية الثدي لمستويات الإستروجين. اختلال التوازن هذا ينتج بسبب التأثير المُحفِّز للإستروجين والمُثبِّط للأندروجين. الإستروجين يحفز الاستطالة، التفرع، والتضخم الكمي لأنسجة القنوات، كما يزيد من انتشار الخلايا الليفية المحيطة بالقنوات، وزيادة في وعائيتها.
يتكون الإستروجين لدى الذكور في العادة بسبب عملية تحويل الأندروجينات (تستوستيرون وأندروستندويون) وذلك من خلال عمل الإنزيم أَروماتاز، بشكل رئيسي في العضلات، الجلد، والأنسجة الشحمية، وإنزيمات الإيستراديول والإيسترون.
نسبة معدل الإنتاج الطبيعي بين هرمون التيستوستيرون وهرمون الإستروجين هي 100 إلى 1 بالترتيب. ولكن النسبة التي تدور ضمن الجسم بشكل اعتيادي تصل إلى ما يقارب 300 إلى 1.

## العلامات والأعراض
من العلامات الأساسية للتثدي هو أن يكون تضخم الثدي لينًا، قابلًا للانضغاط، والأنسجة تحت الجلد قابلة للحركة ومحسوسة أسفل هالة حلمة الثدي. قد يحدث هذا التضخم على جانب واحد أو كلا الجانبين. من العلامات الأخرى الممكنة:
زيادة قُطر هالة الحلمة وعدم تساوي أنسجة الثدي على الجانبين. تراجُع الحلمة ليس من المظاهر التقليدية للتثدي، وأيضًا خروج سائل حليبي من الحلمة ليس من العلامات الشائعة، ولكن يمكن أن يحدث في الأفراد المُصابين بأورام تُفرز البرولاكتين. يكون ظهور التثدي في الذكور مصحوبًا بالقلق الشديد بسبب المخاوف من احتمال وجود سرطان الثدي.

## الأسباب
يُعتقد أن سبب التثدي هو تغيُّر نسبة هرمون الإستروجين إلى الأندروجين نتيجة زيادة إنتاج هرمون الإستروجين، أو نقص إنتاج الأندروجين، أو مزيج من هذين العاملين. يعمل هرمون الإستروجين على نمو حجم نسيج الثدي في الذكور. كما أن سبب التثدي غير معروف في حوالي 25٪ من الحالات.
يمكن أن تسبب بعض المشاكل الصحية لدى الرجال، مثل أمراض الكبد والفشل الكلوي أو انخفاض التيستوستيرون، نمو الثدي لدى الرجال. الأدوية وأمراض الكبد هي السبب الأكثر شيوعًا في البالغين. أدوية مثل الميثادون، وأدوية علاج فيروس نقص المناعة البشرية، العلاج الكيميائي للسرطان، العلاج الهرموني لسرطان البروستاتا، وأدوية علاج قرحة المعدة، محصرات قنوات الكالسيوم، والأدوية المضادة للفطريات مثل الكيتوكونازول، والمضادات الحيوية مثل ميترونيدازول، مضادات الاكتئاب مثل أميتربتيلين والأعشاب مثل اللافندر وزيت شجرة الشاي، ومن المعروف أن دونغكاي أيضًا يمكن أن تسبب التثدي.

### أسباب فسيولوجية
يحدث التثدي في العديد من الأطفال حديثي الولادة من كلا الجنسين عند الولادة أو في الأسابيع الأولى من الحياة. حيث أنه خلال فترة الحمل، تقوم المشيمة بتحويل هرمونات الذكورة DHEA وكبريتات DHEA إلى هرمونات الإستروجين (إيسترون واستراديول) على التوالي؛ بعد أن يتم إنتاج هرمونات الإستروجين هذه عن طريق المشيمة، ثم يتم نقلها للدورة الدموية للطفل مما يؤدي إلى التثدي المؤقت. قد يخرج في بعض الرضع سائل («حليب الساحرة»). وعادة ما يختفي التثدي بعد أسبوعين أو ثلاثة أسابيع.
عادة ما يبدأ التثدي لدى المراهقين بين سن العاشرة والثانية عشر ويختفي بعد ثمانية عشر شهرًا.
تنخفض مستويات هرمون التستوستيرون، ويزيد مستوى الأنسجة الدهنية تحت الجلد كجزء من عملية الشيخوخة الطبيعية مما يؤدي إلى التثدي في الرجال الأكبر سنًا، والمعروف أيضا باسم «تثدي الشيخوخة». زيادة الأنسجة الدهنية في هؤلاء الرجال يؤدي إلى زيادة تحويل هرمونات الذكورة مثل التستوستيرون إلى هرمون الإستروجين.
عندما يُحرم الجسم البشري من التغذية الكافية، تنخفض مستويات هرمون التستوستيرون بينما تستمر الغدد الكظرية في إنتاج هرمون الإستروجين مما يتسبب في اختلال التوازن الهرموني. وعند إعادة التغذية الطبيعية يمكن أن يحدث التثدي، وهذا ما يعرف باسم (تثدي إعادة التغذية).
قد تكون نسبة صغيرة من حالات التثدي في الرجال موروثة، وذلك لندرة حدوث متلازمة زيادة إنزيم أروماتاز.

### أسباب غير فسيولوجية
تنتج حوالي 10-25٪ من الحالات عن استخدام الأدوية. ويُعرف هذا بالتثدي الغير فيسيولوجي، من الأدوية المعروفة التي تسبب التثدي: كيتوكونازول، سيميتيدين، هرمون النمو البشري، هرمونات المشيمة، مضادات الأندروجين، السبيرونولاكتون، مثبطات إنزيم 5 ألفا اختزال مثل فيناستريد ودوتاستيريد. ويُستخدم الإستروجين في الذكور المتحولين جنسيًا إلى إناث أو في المصابين بسرطان البروستاتا. ومن الأدوية المرتبطة بالتثدي: محصرات قنوات الكالسيوم مثل فيراباميل، أملوديبين، ونيفيديبين؛ ريسبيريدون، المنشطات، الكحول، المواد الأفيونية، وأوميبرازول. وأيضًا مكونات معينة من منتجات العناية الشخصية مثل اللافندر أو زيت شجرة الشاي وبعض المكملات الغذائية مثل دونغ كاي.

### أمراض مُزمنة
غالبًا مايعاني مرضى الفشل الكلوي أيضًا من سوء التغذية، والتي يمكن أن تؤدي إلى التثدي. غسيل الكلى قد يخفف من شدة سوء التغذية من الفشل الكلوي. بالإضافة إلى ذلك، فإن العديد من مرضى الفشل الكلوي يعانون عدم التوازن الهرموني بسبب تثبيط إنتاج هرمون التستوستيرون وتلف الخصية نتيجة المستويات العالية من اليوريا، والمعروف أيضا باسم قصور الغدد التناسلية المرتبط بالبولينا.
في الأفراد الذين يعانون من فشل الكبد أو تليف الكبد، تنخفض قدرة الكبد على تكسير الهرمونات مثل الإستروجين. بالإضافة إلى ذلك، يزيد خطر مرضى الكبد الكحولي للإصابة بالتثدي. قد يرتبط الإيثانول بشكل مباشر بتوقف تصنيع التستوستيرون، وأيضًا قد يساهم وجود الإستروجين النباتي في الكحول في زيادة نسبة هرمون الإستروجين لنسبة هرمون التستوستيرون. الظروف التي يمكن أن تسبب سوء الامتصاص مثل التليف الكيسي أو التهاب القولون التقرحي قد تسبب أيضًا التثدي.

### أورام
أورام الخصية مثل أورام الخلايا ليديغ أو خلية سيرتولي (مثل متلازمة بويتزجيغرز) قد تؤدي إلى التثدي. أورام أخرى مثل أورام القشركظرية، وأورام الغدة النخامية (مثل برولاكتينوما)، أو سرطان الرئتين، يمكن أن تنتج الهرمونات التي تغير التوازن الهرموني بين الذكور والإناث وتسبب التثدي.
الأفراد المصابين بسرطان البروستاتاالذين يعالجون بالحرمان من الأندروجين قد يُصابون بالتثدي.

## الفسيولوجيا المرضية

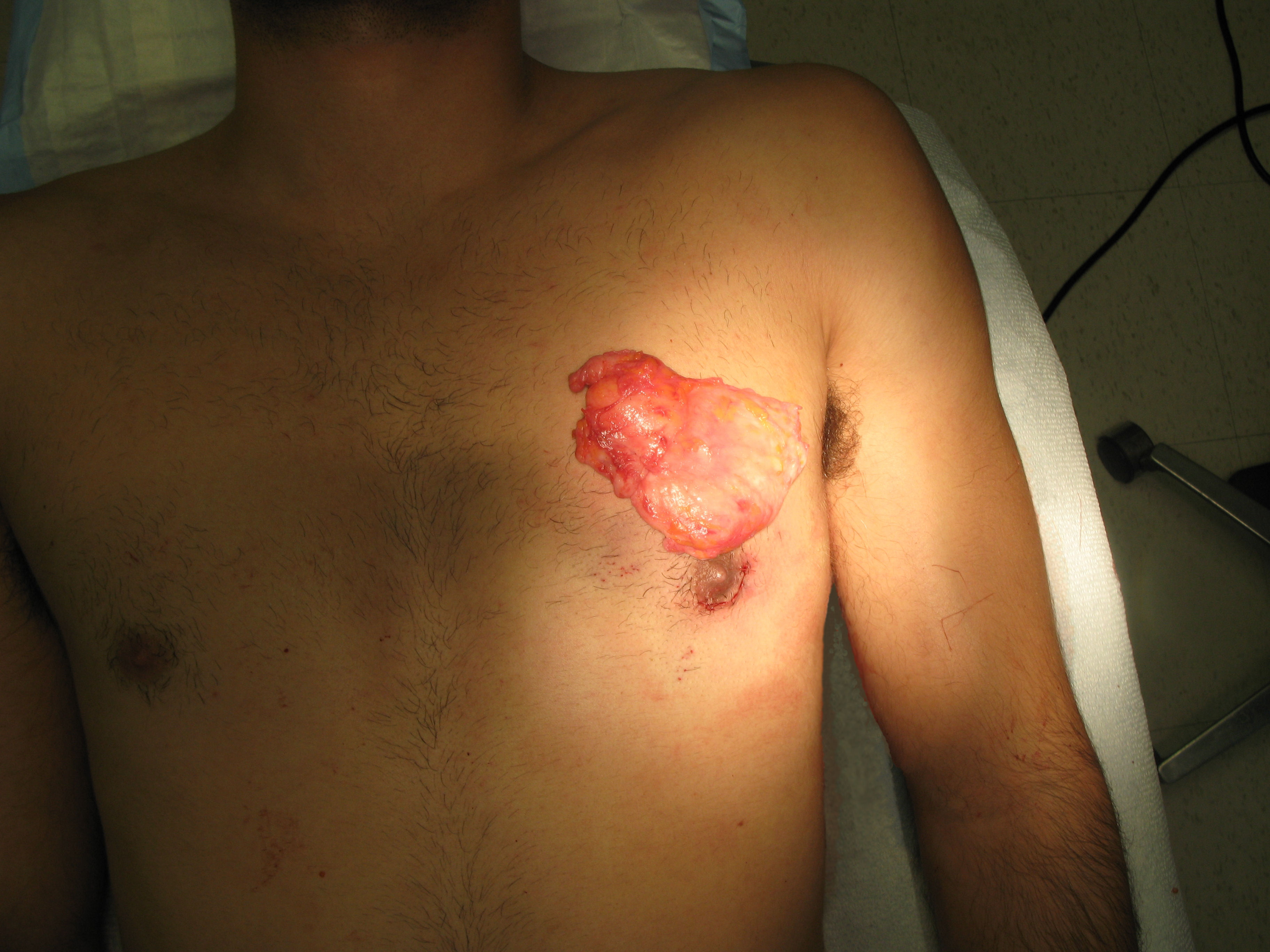
كتلة كبيرة لغدة في نسيج ثدي ذكري مُزالة جراحيًا

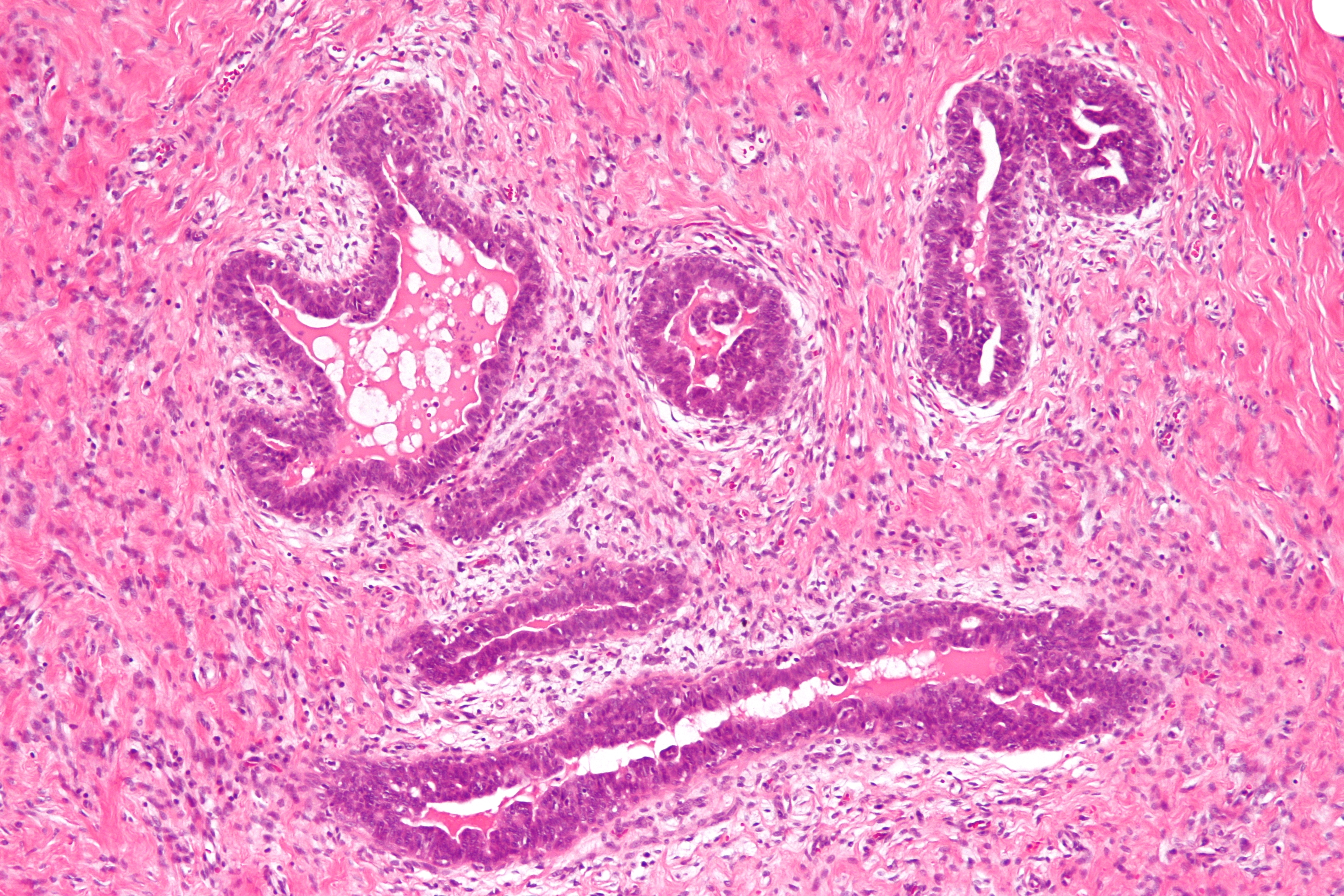
صورة مجهرية تظهر تضخم الثدي، والتغيرات الخلوية المرئية في التثدي. صبغة الهيماتوكسيلين والإيوسين

لا تزال أسباب التثدي غير مؤكدة، ولكن يُعتقد أن ينجم عن اختلال التوازن بين وظيفتي هرمون الإستروجين والأندروجين في أنسجة الثدي. يمكن أن ينتج بروز الثدي عن تضخم أنسجة الغدد في الثدي، الأنسجة الدهنية في الصدر (الدهون) والجلد، وعادة ما يكون جميعهم. ومثلما يحدث في الإناث، يحفز هرمون الإستروجين نمو أنسجة الثدي لدى الذكور. كما يقلل بشكل غير مباشر إفراز هرمون التستوستيرون عن طريق قمع إفراز هرمون LH مما يؤدي إلى انخفاض إفراز الخصية لهرمون التستوستيرون. وعلاوة على ذلك، هرمون الإستروجين يمكن أن يزيد مستويات الدم من الجلوبيولين المرتبط بالهرمونات الجنسية (SHBG)، فيرتبط بهرمون التستوستيرون الحر (النموذج النشط) مما يؤدي إلى انخفاض عمل هرمون التستوستيرون في نسيج الثدي لدى الذكور.
يكون التثدي في المراهقين بسبب الارتفاع السريع في الاستراديول أكثر من التستوستيرون خلال فترة بداية البلوغ. ومع ذلك، عادة يتم تصحيح هذا الانحراف في نسبة الإستروجين / الأندروجين مع الزيادة المتوقَّعة في التستوستيرون لاحقًا في البلوغ. آلية أخرى يمكن من خلالها التثدي وهي حدوث خلل في وظيفة مستقبلات الأندروجين في نسيج الثدي في الذكور حتى إذا كان مستوى هرمونات الأندروجين في الدم طبيعي. في حالات نادرة، يستمر التثدي في مرحلة البلوغ وغالبًا ما ترتبط هذه الحالات بتاريخ عائلي مماثل.
قصور الغدد التناسلية الأولي (يشير إلى مشكلة جوهرية في الخصيتين في الذكور) يؤدي إلى انخفاض تصنيع هرمون التستوستيرون وزيادة تحول التستوستيرون إلى هرمون الإستراديول مما قد يؤدي إلى حدوث التثدي. متلازمة كلاينفلتر هي خير مثال على قصور الغدد التناسلية، التثدي، كما ينطوي على خطر الإصابة بسرطان الثدي عند الذكور (أعلى 20-50 مرة من الذكور الطبيعيين). قصور الغدد التناسلية المركزي (يشير إلى مشكلة في الدماغ) يؤدي إلى انخفاض إنتاج وإفراز هرمون (LH) (إشارة تنشيطية لتخليق هرمون الستيرويد) الأمر الذي يؤدي إلى انخفاض إنتاج هرمون التستوستيرون والاستراديول في الخصيتين.
قد يحدث التثدي في المرضى المصابين بتليف الكبد أو أمراض الكبد المزمنة لعدة أسباب. يؤدي التليف لزيادة إفراز الأندروستيرون والهرمونات المنشطة للذكورة من الغدد الكظرية، وزيادة تحويل هذا الهرمون إلى أنواع مختلفة من هرمون الإستروجين، وزيادة مستويات SHBG، الأمر الذي يؤدي إلى انخفاض مستويات الدم من هرمون التستوستيرون الحر. يُصاب بالتثدي تقريبًا 10-40٪ من الأفراد المصابين بمرض غريفز (شكل شائع من فرط نشاط الغدة الدرقية). العلاج المناسب لفرط نشاط الغدة الدرقية يمكن أن يؤدي إلى علاج التثدي.
تعمل الأدوية المسببة للتثدي من خلال عدة آليات مختلفة. وتشمل هذه الآليات زيادة مستويات هرمون الإستروجين، ومحاكاة هرمون الإستروجين، وانخفاض مستويات هرمون التستوستيرون أو الأندروجينات الأخرى، ومنع مستقبلات الأندروجين، وزيادة مستويات البرولاكتين، أو من خلال آليات غير معروفة. ترتبط المستويات العالية من هرمون البرولاكتين في الدم (والتي قد تحدث نتيجة لبعض الأورام أو كأثر جانبي لبعض الأدوية) مع التثدي. وهناك مستوى عالٍ من البرولاكتين في الدم يمكن أن تمنع إطلاق سراح الهرمونات المُفرزة لهرمونات الغدد التناسلية، وبالتالي يسبب قصور الغدد التناسلية المركزي. وُجدت مستقبلات هرمون البرولاكتين وهرمونات أخرى بما في ذلك عامل النمو 1 المشابه للإنسولين، عامل النمو 2 المشابه للإنسولين، هرمون LH، هرمون البروجسترون، في أنسجة الثدي في الذكور، ولكن تأثير هذه الهرمونات المختلفة على التثدي ليست مفهومة جيدًا.

## التشخيص
لتشخيص التثدي؛ يتم الحصول على تاريخ مرضي دقيق وفحص بدني من قِبل الطبيب. ومن الجوانب الهامة في الفحص البدني: تقييم نسيج الثدي مع التقييم لوجود سرطان الثدي والتثدي الكاذب (تضخم أنسجة الثدي بسبب الأنسجة الدهنية الزائدة)، وتقييم حجم القضيب وتطور ونمو الخصيتين وإجراء تقييم للتكتلات التي تثير الشك لسرطان الخصية، وتطور الخصائص الجنسية الثانوية مثل كمية وتوزيع شعر العانة والإبط. يكون التثدي عادة ثنائيًا في كل من نسيج الثديين ولكن قد يحدث في جانب واحد أيضًا.
ويتم مراجعة الأدوية أو المواد غير المشروعة التي قد تُؤخذ؛ وذلك للكشف عن سبب التثدي. وفحوصات المُختبر لمعرفة السبب الكامن وراء التثدي. مثل مستويات AST و ALT لاستبعاد أمراض الكبد، والكرياتينين في الدم لتحديد ما إذا كان الفشل الكلوي هو السبب، ومستويات هرمونات الغدة الدرقية لتقييم لفرط نشاط الغدة الدرقية. الاختبارات الإضافية التي يمكن أن تؤخذ في الاعتبار هي علامات أورام الخصية، الغدة الكظرية، أو غيرها من الأورام مثل البولية 17 كيتوستيرويد. ويمكن أيضًا أن يتم تقييم مستويات هرمون التستوستيرون (الحر والكلي)، استراديول، هرمون LH، والهرمون المحفز لنمو الحويصلات FSH لتحديد ما إذا كان قصور الغدد التناسلية هو سبب التثدي.

### التشخيص التفريقي
من الأسباب الأخرى للتثدي في الذكور والتي يتم استبعادها قبل تشخيصه: التهاب الثدي، سرطان الثدي، التثدي الكاذب، الورم الشحمي، كيس دهني، والكيس الجلدي، ورم دموي، ورم خبيث، نخر الدهون، أو ورم عابي. أيضًا قد يحدث خلط بين التثدي وتضخم العضلات الصدرية.

### التصوير
التصوير الشعاعي للثدي هو الأسلوب المفضل للفحص الإشعاعي في حالة الاشتباه في سرطان الثدي عند الفحص البدني. ومع ذلك، يعد سرطان الثدي سببًا نادرًا للتثدي في الذكور، لذا نادرًا ما يُطلب التصوير الشعاعي. وإذا تم إجراء التصوير الشعاعي للثدي ولم تكشف النتائج عن سرطان الثدي، فإن أنواع التصوير الأخرى ليست ضرورية عادة. أما إذا كان يُعتقد وجود ورم في الغدد الكظرية أو الخصيتين مسؤول عن التثدي، يمكن إجراء الفحص بالموجات فوق الصوتية.

### علم الأنسجة
يُتوقع ظهور الميزات النسيجية مبكرًا عند فحص الأنسجة وتشمل ما يلي: تكاثر وإطالة القنوات، زيادة النسيج الضام، زيادة الالتهاب والتورم المحيط بالقنوات، وزيادة الخلايا الليفية في النسيج الضام. التثدي المزمن قد يُظهر ملامح نسيجية مختلفة مثل زيادة تليف النسيج الضام، زيادة عدد القنوات، التهاب أقل مما كانت عليه في المرحلة الحادة من التثدي، وزيادة الدهون تحت هالة حلمة الثدي. . عند إجراء الجراحة، يتم إرسال الغدة بشكل روتيني إلى المختبر للتأكد من وجود التثدي وللتحقق من الأورام تحت المجهر. وقد تم مؤخرًا التشكيك في جدوى الفحص الباثولوجي لنسيج الثدي الذي تم إزالته من الذكور المراهقين نظرا لندرة الإصابة بسرطان الثدي في هذه الفئة.

### التصنيف
هذا وقد تم تقسيم شدة التثدي إلى نظام الدرجات:
- الدرجة الأولى: تثدي صغير، لا يتجاوز الجلد
- الدرجة الثانية: تثدي متوسط، لا يتجاوز الجلد
- الدرجة الثالثة: تثدي متوسط، يتجاوز الجلد
- الدرجة الرابعة: تثدي ملحوظ، يتجاوز الجلد

### تاريخ الحالة
الحصول على تاريخ دقيق لتطور الحالة أمر أساسي لتقييم أسباب الإصابة. يُتوقع من الطبيب سؤال المريض عن التالي:
- السن عد بدء الحالة ومدة استمرارها.
- التغيرات التي حدثت مؤخرًا في حجم الحلمات، ظهور الألم أو خروج إفرازات من الحلمات.
- التاريخ المرضي للمصاب، خاصة النكاف، إصابات الخصيتين، وتعاطي الكحول، أو تعاطي الأدوية والعقاقير (الأدوية والوصفات الطبية القديمة، الأدوية التي لا تستلزم وصفات طبية).
- وجود إصابات ضمن العائلة

كما سيقوم الطبيب بتقيم تاريخ المريض من ناحية الاختلال الوظيفي الجنسي، العقم، أو قصور الغدد التناسلية (العجز، وانخفاض القوة والغريزة الجنسية).

### الفحص
يتوجب إجراء فحص شامل للصدر، لتقييم الحجم والتناسق. ولتحديد وجود أي إفرازات من الحلمة أو تضخم للعقد اللمفية الابطية. يمكن كشف التثدي بالفحص اليدوي إذا تعدى حجم أنسجة الغدد 0.5 سم. كما يتم فحص الخصيتين، من حيث الحجم والاتساق.
وأيضًا التأكد من أية علامات للأنوثة لدى المصاب، بما في ذلك توزيع الشعر والصوت الناعم.

## العلاج
يمكن علاج الحالات البسيطة من التثدي في سن المراهقة مع تقديم النصح بشأن أسلوب الحياة والعادات مثل اتباع نظام غذائي سليم وممارسة التمارين الرياضية. في الحالات الشديدة، يتم اللجوء للعلاج الطبي بما في ذلك التدخل الجراحي.

### الأدوية
العلاج الطبي من التثدي هو الأكثر فعالية عندما يكون خلال السنتين الأوليين بعد بدء كبر الثدي في الذكور. قد تكون مستقبلات الاستروجين الانتقائية (SERMS) مثل عقار تاموكسيفين أو رالوكسيفين مفيدة في العلاج ولكن لم يتم الموافقة عليها من قِبل إدارة الغذاء والدواء للاستخدام في التثدي. يمكن استخدام تاموكسيفين للتثدي المؤلم عند البالغين. وقد استُخدمت مثبطات الأروماتيز (AIS) مثل اناستروزول لحالات التثدي خلال فترة البلوغ. واستجاب لها عدد قليل من حالات التثدي الناجمة عن الاضطرابات النادرة مثل متلازمة الأروماتيز الزائد ومتلازمة بويتزجيغرز.

### الجراحة

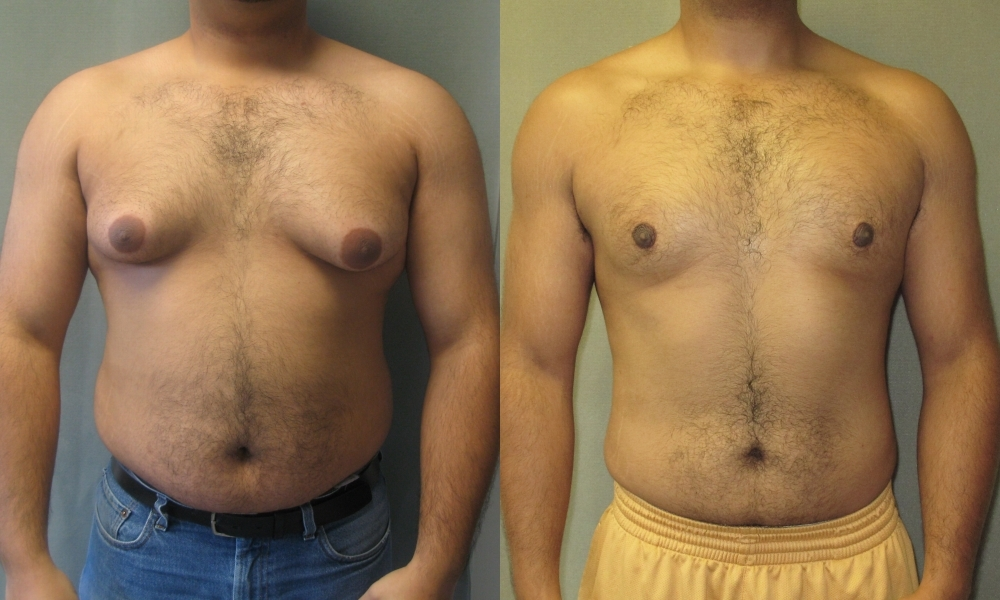
تثدي غير متماثل في ذكر قبل وبعد استئصال النسيج الغدي من الثدي، وشفط الدهون من الخصر

لعلاج التثدي المزمن، يكون عادة مطلوب الاستئصال الجراحي للنسيج الغدي من الثدي. تشمل النُهج الجراحية لعلاج التثدي: استئصال الثدي تحت الجلد، واستئصال الثدي بمساعدة شفط الدهون، شفط الدهون بواسطة الليزر، وتحلل الدهون بالليزر دون شفطها. من مضاعفات استئصال الثدي: ورم دموي، عدوى الجروح، عدم تناسق الثديين، تغيرات الإحساس في الثدي، تنخر الهالة أو الحلمة، تورم مصلي، ندوب ملحوظة أو مؤلمة، وتشوهات الشكل.

### غير ذلك
ثَبُت أن العلاج الإشعاعي وتاموكسيفين يعملان للمساعدة على منع حدوث التثدي وآلام الثدي في مرضى سرطان البروستاتا الذين سيتم علاجهم بالحرمان من الأندروجينات. فعالية هذه العلاجات محدودة عند حدوث التثدي وبالتالي أكثر فعالية عندما تُستخدم بشكل وقائي.
لا تقوم العديد من شركات التأمين بتغطية العمليات الجراحية لعلاج التثدي أو تصغير الثدي عند الذكور باعتبارها عملية تجميلية.

## تقدُّم المرض
التثدي ليس ضارًا جسديًا، ولكن في بعض الأحيان قد يكون مؤشرًا لحالات أكثر خطورة، مثل سرطان الخصية، والأنسجة الغدية حيث ينمو عادة تحت تأثير التحفيز الهرموني. وعلاوة على ذلك، يسبب التثدي في كثير من الأحيان الصعوبات الاجتماعية والنفسية مثل نقص احترام الذات أو يسبب الخجل للمريض. يمكن أن يساعد فقدان الوزن في الحالات الناجمة عن السمنة، ولكنه لا ينقص من حجم الثدي حيث لا يمكن استهداف مناطق لإنقاص الوزن. وقد يؤدي فقدان الوزن الكبير إلى ترهل أنسجة الصدر المعروف باسم إطراق الصدر.

## علم الأوبئة
التثدي هو الاضطراب الحميد الأكثر شيوعًا في نسيج الثدي لدى الذكور. هناك حالات تثدي شائعة حسب السن:. حديثي الولادة والمراهقين وكبار السن الرجال أكبر من 50 سنة. يحدث التثدي الوليد في حوالي 60-90 ٪ من الأطفال الذكور ومعظم الحالات تتحسن من تلقاء نفسها. يُقدّر ما يصل إلى 70٪ من الذكور خلال فترة المراهقة تظهر لديهم علامات التثدي. ويقدر التثدي الشيخوخي في 24-65٪ من الرجال الذين تتراوح أعمارهم بين الخمسين والثمانين.
تشير التقديرات الأخيرة في الولايات المتحدة إلى أن الأسباب الرئيسية للإصابات لدى الذكور هي كالتالي:
- 25% هي استمرار للتثدي الحاصل أثناء البلوغ
- 10-25% العقاقير
- 25% لا توجد أسباب واضحة
- 8% التليف الكبدي أو سوء التغذية
- 8% قصور الغدد التناسلية الأولي
- 3% أورام الخصية
- 2% قصور الغدد التناسلية الثانوي (المركزي)
- 1.5% فرط نشاط الغدة الدرقية
- 1% الفشل الكلوي المزمن

زاد انتشار التثدي عند الرجال في السنوات الأخيرة، ولكن الأسباب غير مفهومة بدقة. قد يكون استخدام المنشطات والتعرض للمواد الكيميائية التي تحاكي هرمون الإستروجين في منتجات التجميل والمبيدات الكلورية العضوية، والمواد الكيميائية الصناعية عوامل محتملة تؤدي إلى هذه الزيادة. ووفقًا للجمعية الأمريكية لجراحي التجميل، أصبحت جراحات تصغير الثدي لتصحيح التثدي شائعة على نحو متزايد. في عام 2006، أُجريت 14,000 عملية من هذا النوع في الولايات المتحدة وحدها.

## المجتمع والثقافة
يمكن أن يؤدي التثدي إلى المعاناة النفسية لأولئك المصابين بالحالة. وقد تتم معاملتهم في المجتمع بشكل سيئ أو إطلاق مصطلحات مهينة، لذا توجد مجموعات الدعم للمساعدة في تحسين احترام الذات لدى الأفراد المتضررين.